# James Cruze

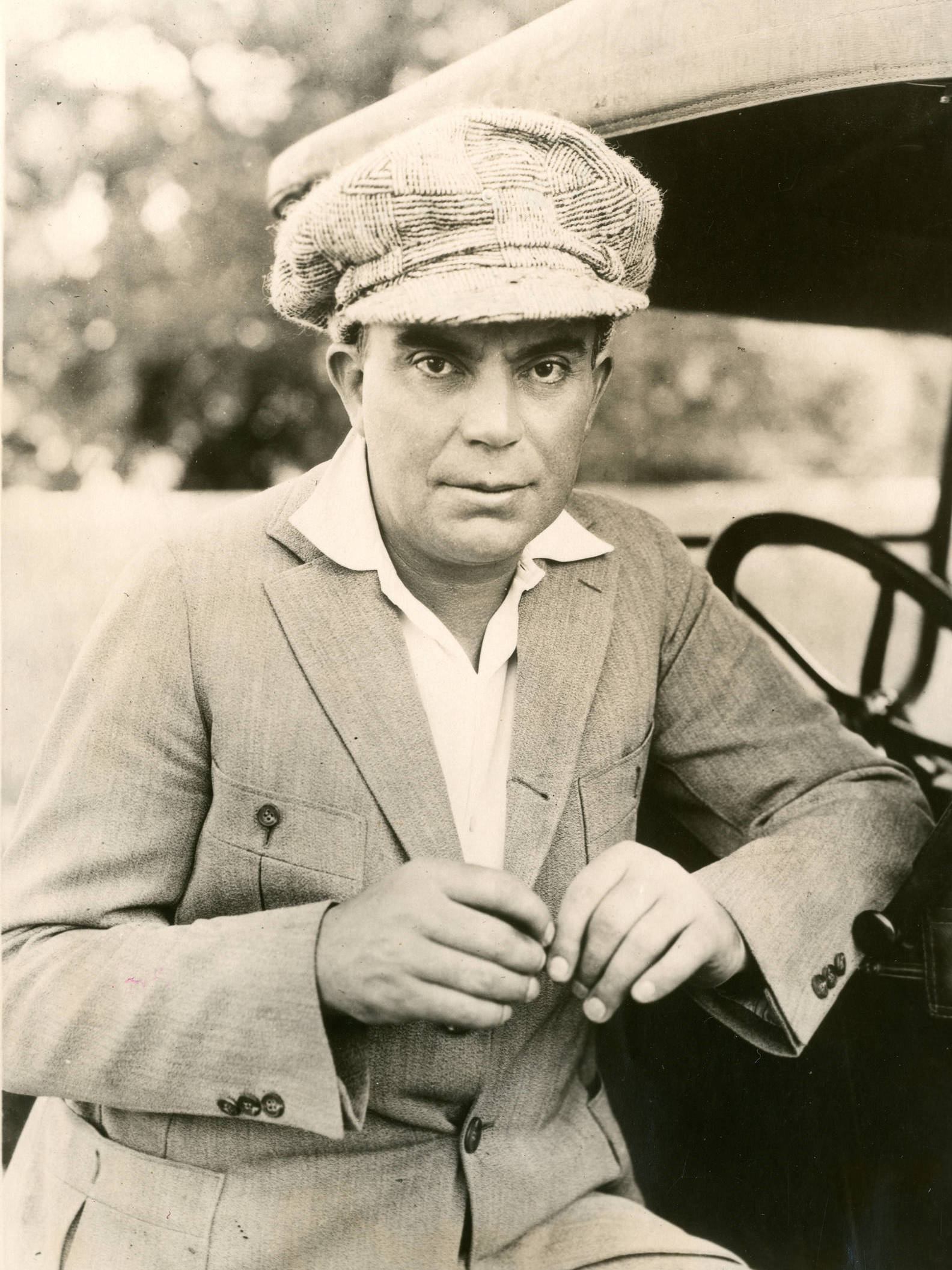
James Cruze (1923)

James Cruze (eigentlich: Jens Vera Cruz Bosen) (* 27. März 1884 in Odgen, Utah; † 3. August 1942 in Los Angeles) war ein US-amerikanischer Schauspieler, Filmregisseur und Filmproduzent.

## Karriere
James Cruze, der als Sohn einer mormonischen Familie dänische Ahnen aufwies, war zunächst als Fischer tätig, um sich das Studium an einer Schauspielakademie zu verdienen. Im Alter von 16 Jahren spielte er bereits erste Rollen auf der Bühne und wurde 1906 Mitglied der damals sehr bekannten Belasco Truppe, mit der er regelmäßig am Broadway auftrat. Schon 1908 wechselte er das Metier und wirkte in zahllosen Filmen der Thanhouser Filmgesellschaft mit. Er wechselte Mitte der 1910er nach Hollywood und begann 1918 seine Karriere als Regisseur.
James Cruze war bekannt als profilierter Vielarbeiter, der in jedem Genre heimisch war. Bekannt wurde er zunächst durch etliche Komödien mit Fatty Arbuckle in der Hauptrolle, doch sind die meisten Streifen nach 1921, auf dem Höhepunkt des Skandals um den Stummfilmschauspieler aus dem Verkehr gezogen und vernichtet worden. Sein wohl bekanntester Film ist der 1923 entstandene Western The Covered Wagon, der den Zug deutscher Auswanderer in den Westen Nordamerikas und deren Auseinandersetzungen untereinander und mit Indianern darstellt. Der Film war sorgfältig recherchiert und detailgetreu inszeniert. Er gehörte zu den kommerziell erfolgreichsten Vertretern seines Genres aus der Frühzeit des Films und erhielt 1923 einen Photoplay Award sowie einen Kinema Junpo Award. James Cruze' Film Hollywood, ebenfalls 1923 in den Verleih gekommen, war der erste Streifen, der einen kritischen Blick hinter die Fassade der Traumfabrik warf und schonungslos die Manipulation des Publikums durch teilweise frei erfundene Geschichten rund die Stars der Leinwand aufdeckte. Gleichzeitig war der Film eine Hommage an Fatty Arbuckle und sparte nicht an Kritik am Verhalten der Produzenten gegenüber dem Schauspieler. 1925 übernahm Cruze für die Arbeit an Beggar on a Horseback, basierend auf dem gleichnamigen Theaterstück von 1924, die Technik des deutschen Expressionismus und konnte die Kritiker mit einer dichten Dramaturgie und für die damalige Zeit aufregend neuen Kameraeinstellungen überzeugen.
In den Folgejahren drehte Cruze hauptsächlich Routinefilme für zahlreiche Gesellschaften, darunter die Romanze The Duke Steps Out mit dem Filmpaar William Haines und Joan Crawford aus dem Jahr 1929. Im selben Jahr drehte er mit The Great Gabbo seinen ersten Tonfilm, die Hauptrollen übernahmen Erich von Stroheim und Cruzes damalige Ehefrau Betty Compson. In den 1930er Jahren schwand Cruze Karriere und er zog sich nach einigen B-Filmen 1938 zurück. Er starb völlig verarmt und weitestgehend vergessen.
Nach zehnjähriger Ehe mit der Schauspielerin Marguerite Snow war James Cruze mit der Schauspielerin Betty Compson verheiratet und die turbulenten Zusammenstöße der beiden füllten die Klatschpresse. Ihre Scheidung 1930 wurde unter großer Anteilnahme der Medien zu einer Schlammschlacht.
Cruze war häufig in Konflikte mit dem Gesetz verwickelt und musste 1929 einen Prozess überstehen, in dem ihm vorgeworfen wurde, für den Tod einiger Schauspieler während der Dreharbeiten zu einem seiner Filme verantwortlich zu sein.
Ein Stern auf dem Hollywood Walk of Fame erinnert heute an James Cruze.

## Filmografie (Auswahl)
Als Schauspieler
- 1912: Dr. Jekyll and Mr. Hyde

Als Regisseur
- 1914: From Wash to Washington (Kurzfilm)
- 1918: Too Many Millions
- 1919: The Dub
- 1919: Alias Mike Moran
- 1919: The Roaring Road
- 1919: You’re Fired!
- 1919: The Love Burglar
- 1919: The Valley of the Giants
- 1919: The Lottery Man
- 1919: Hawthorne of the U.S.A.
- 1919: An Adventure in Hearts
- 1920: Terror Island
- 1920: Mrs. Temple’s Telegram
- 1920: The Sins of St. Anthony
- 1920: What Happened to Jones
- 1920: Food for Scandal
- 1920: A Full House
- 1920: Always Audacious
- 1921: The Charm School
- 1921: The Dollar-a-Year Man
- 1921: Gasoline Gus
- 1921: Crazy to Marry
- 1922: One Glorious Day
- 1922: Is Matrimony a Failure?
- 1922: Fattys Flitterwochen (The Fast Freight)
- 1922: The Dictator
- 1922: The Old Homestead
- 1922: Thirty Days
- 1923: Die Karawane (The Covered Waggon)
- 1923: Ruggles of Red Gap
- 1923: Hollywood
- 1923: To the Ladies
- 1924: The Fighting Coward
- 1924: Leap Year
- 1924: The Enemy Sex
- 1924: Das Cafe zu den gefallenen Engeln (The City That Never Sleeps)
- 1924: Merton of the Movies
- 1924: The Garden of Weeds
- 1925: The Goose Hangs High
- 1925: Waking Up the Town
- 1925: Welcome Home
- 1925: Marry Me
- 1925: Beggar on Horseback
- 1925: The Pony Express
- 1926: Unter Mordverdacht (Mannequin)
- 1926: Korsaren (Old Ironsides)
- 1927: Der Schuß um Mitternacht (We’re All Gamblers)
- 1927: Der Verbrecherkönig von Chicago (The City Gone Wild)
- 1928: On to Reno
- 1928: The Mating Call
- 1928: The Red Mark
- 1928: Excess Baggage
- 1929: The Duke Steps Out
- 1929: A Man’s Man
- 1929: Der große Gabbo (The Great Gabbo)
- 1930: Once a Gentleman
- 1930: She Got What She Wanted
- 1931: Salvation Nell
- 1932: Das Washingtoner Karussell (Washington Merry-Go-Round)
- 1932: Wenn ich eine Million hätte (If I Had a Million, Segment Death Cell)
- 1933: Racetrack
- 1933: Sailor Be Good
- 1933: I Cover the Waterfront
- 1933: Mr. Skitch
- 1934: David Harum
- 1934: Their Big Moment
- 1934: Helldorado
- 1935: Two-Fisted
- 1936: General Sutter (Sutter’s Gold)
- 1937: The Wrong Road
- 1938: Prison Nurse
- 1938: Gangs of New York
- 1938: Come On, Leathernecks!

Als Produzent
- 1928: Riff und Raff als Frauenhelden (Wife Savers)